# Grabovac (Rakovica)
Grabovac je naselje u Republici Hrvatskoj, u sastavu Općine Rakovica, Karlovačka županija. 

## Povijest
Selo je stradalo u velikosrpskoj agresiji na Hrvatsku. Kad je Hrvatska 8. listopada 1991., po isteku moratorija na proglašenje neovisnosti, svijetu i Srbiji objavila saborsku rezoluciju o razrješenju svih državnopravnih sveza s ostalim republikama i pokrajinama SFRJ, pobunjeni hrvatski Srbi sproveli su odmazdu nad lokalnim hrvatskim stanovništvom. Svjedok je zapisao da je oko 7 sati 15 tenkova navalilo je na Vaganac. Veliki tenkovski napad bio je i iz smjera Plitvica na Selište, Grabovac i Drežnik. Tenkovske granate, višecijevni bacači, teški mitraljezi, padale su po tim mjestima i po Čatrnji. Budući da su hrvatski branitelji imali samo lako naoružanje, bili su bespomoćni protiv velikosrpskim oklopnim postrojbama. Hrvatsko je stanovništvo bili prisiljeno bježati. Noću su žene i starci pješice kroz kukuruzišta išli prema slobodnom hrvatskom ozemlju, no i tad ih je pratila pucnjava. Putem su mogli gledati kako su velikosrbi zapalili im kuće, staje i slušati sablasnu riku stoke koja je ugibala u zapaljenim štalama.
Kad je uslijedilo zatišje, 9. listopada 1991. iz Grabovca i Rakovice autobusi su vozili prognane prema Slunju. Dio stanovništva zaputio se prema Slunju vlastitim prometalima, traktorima i osobnim vozilima. Panika je zahvatila i dio policijskih snaga, koji su se također povlačili sa stanovništvom, jer su bili opremljeni samo lakim naoružanjem kojim se nije moglo suprotstaviti velikosrpskim oklopnim postrojbama. Uzmak se pokazao se poslije razumnim potezom: kad su se raznorodne hrvatske snage koje su se sastojale od redovnih i pričuvnih policajaca i Zbora narodne garde, konsolidirale, pružile su solidan otpor, što se osobito vidjelo kad je srpski agresor pješački napao to područje. U ravnopravnijim uvjetima velikosrpski agresor nije mogao napredovati pa nije zauzeo Drežnik.

## Stanovništvo
Prema popisu stanovništva iz 2001. godine, naselje je imalo 241 stanovnika te 87 obiteljskih kućanstava.
| broj stanovnika | 641   | 691   | 542   | 534   | 536   | 546   | 544   | 576   | 271   | 322   | 309   | 251   | 224   | 209   | 241   | 267   | 309   |
|                 | 1857. | 1869. | 1880. | 1890. | 1900. | 1910. | 1921. | 1931. | 1948. | 1953. | 1961. | 1971. | 1981. | 1991. | 2001. | 2011. | 2021. |